# Chaînon Bryant
Le chaînon Bryant (en anglais Bryant Range) est un massif de moyenne montagne situé dans la partie septentrionale de l'île du Sud, en Nouvelle-Zélande. À cheval sur les régions de Marlborough et de Nelson, il culmine à 1 528 mètres d'altitude au mont Starveall.
La direction principale du massif est sud-ouest — nord-est. Il se détache du chaînon Richmond dans la haute vallée de la Lee, un affluent de la Wairoa, et court presque parallèlement à ce dernier jusqu'au cap Soucis au nord-est.

## Géographie

### Situation
Les chaînons Bryant et Richmond sont situés sur la rive gauche du fleuve Wairau. Ces deux massifs forment un angle très aigu et se séparent au lieu-dit Tophouse Saddle. Le chaînon Richmond se dirige plus vers l'est et le chaînon Bryant plus vers le nord. Le chaînon Bryant se termine au cap Soucis, qui ouvre les Marlborough Sounds,.

### Topographie

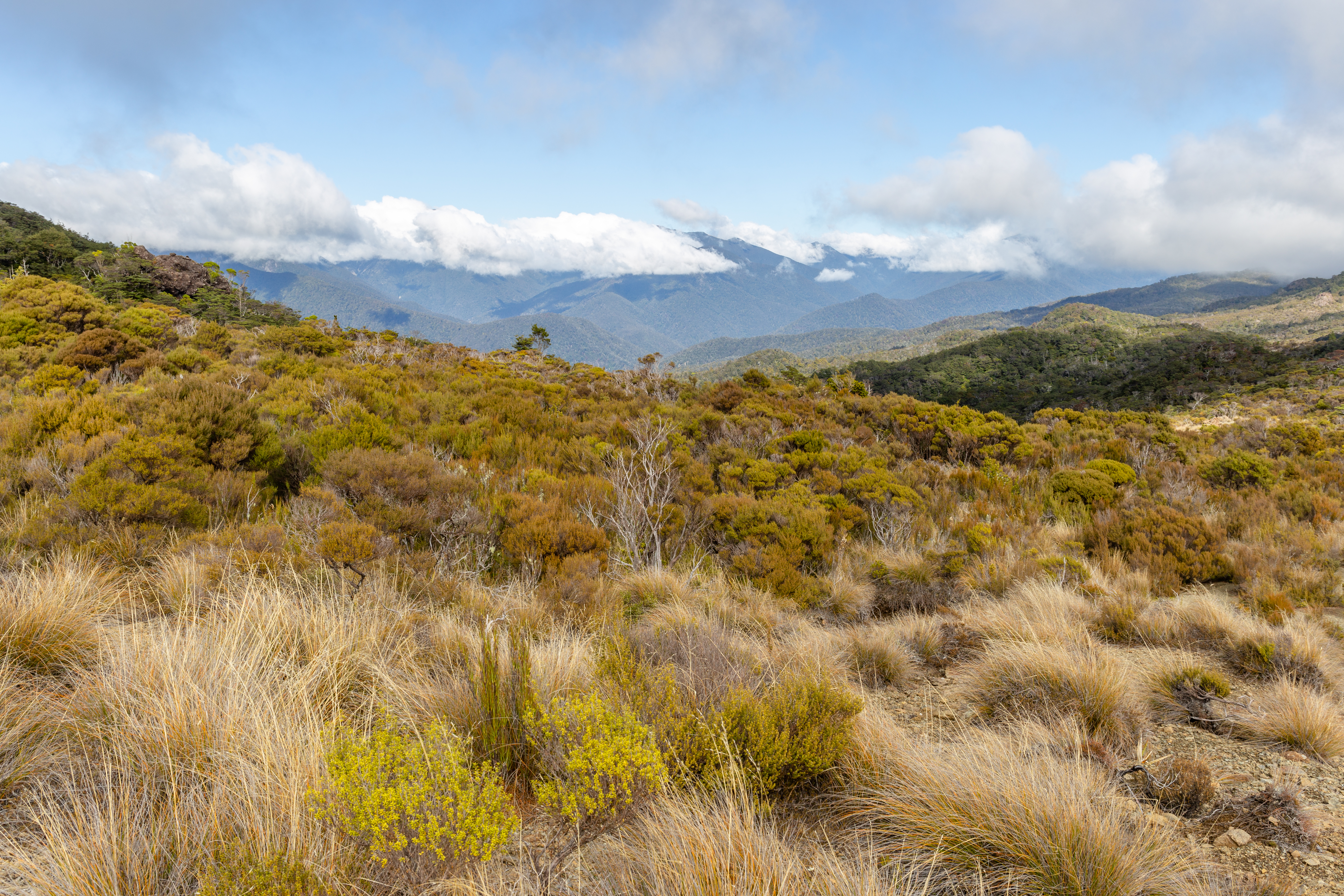
Paysage du chaînon Bryant.

Le plus haut sommet du massif est le mont Starveall, situé à son extrémité sud-ouest, qui culmine à 1 528 mètres d'altitude,.

### Géologie
Les monts Bryant se caractérisent par une proportion notable de roches ultramafiques, riches en magnésium et en fer et pauvres en silice. Ces roches, d'une couleur brun-rouge du fait de la présence d'oxyde de fer, sont trop riches en minéraux pour de nombreuses plantes, ce qui explique la faible couverture de certains sommets du chaînon Bryant.
Dans d'autres parties du massif, ces roches ultramafiques n'émergent pas et sont recouvertes d'argilite plus propres au développement d'un écosystème riche. En quittant la ligne de partage des eaux entre les régions de Nelson et de Marlborough et en se dirigeant vers la vallée de la Wairau, l'argilite et les roches ultramafiques font toutes deux place à de la grauwacke.
La principale différence entre les chaînons Bryant et Richmond est géologique : ce dernier est en effet composé presque exclusivement de schiste.

### Faune et flore

La végétation du chaînon Bryant
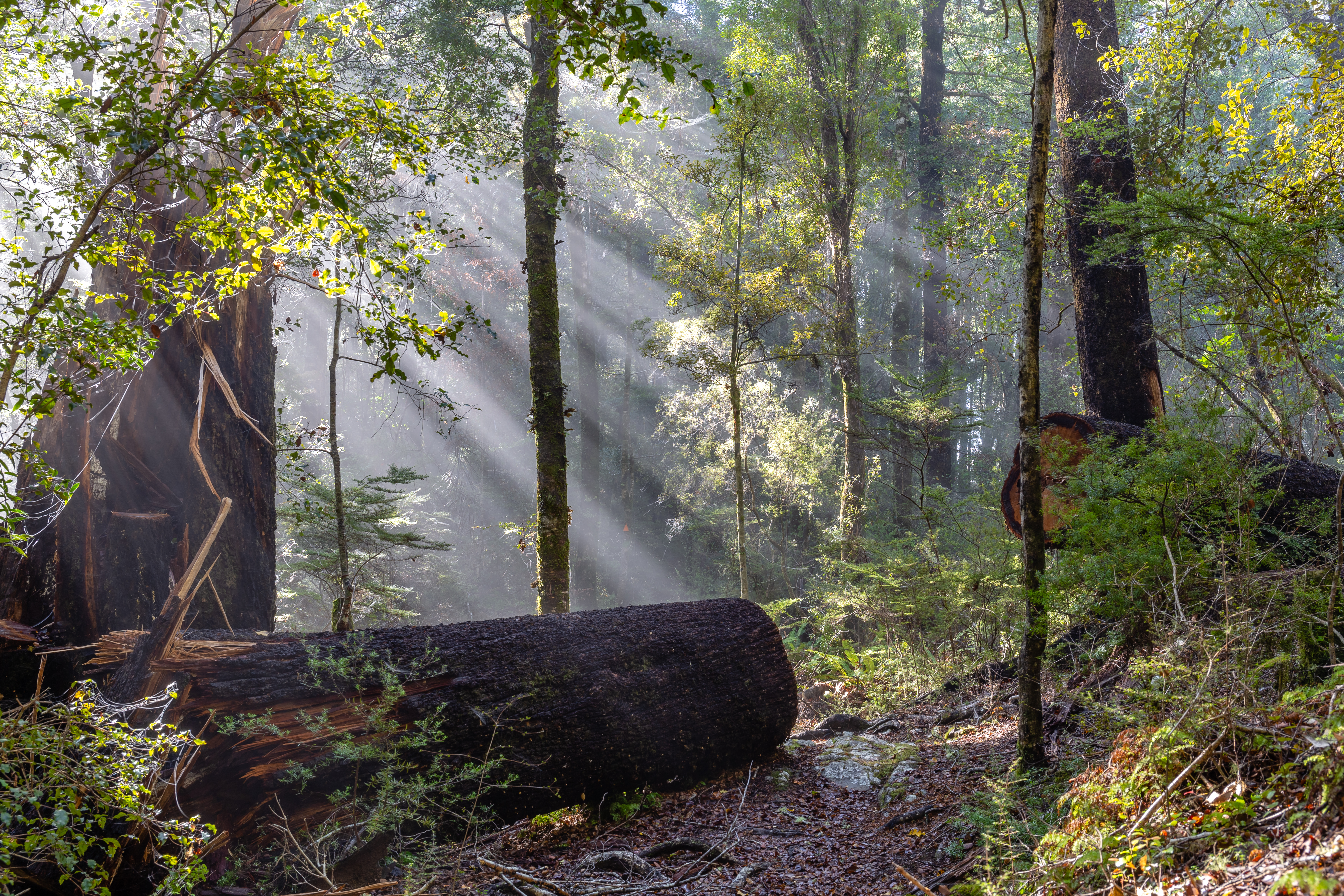
La forêt, dite localement « bush », entre Rocks Hut et Middle Creek Hut.
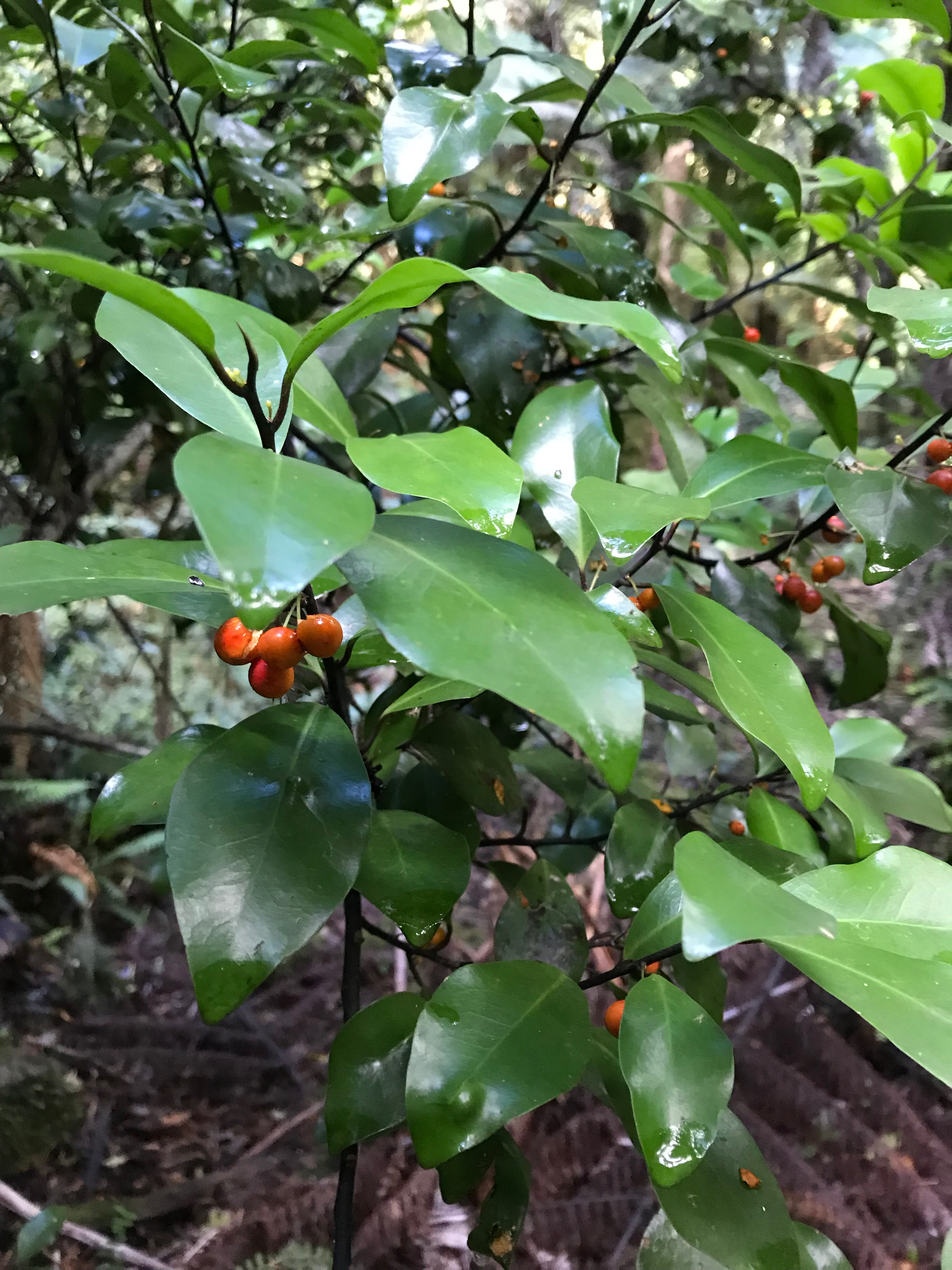
Un Pseudowintera axillaris près de Maitai Cave dans la haute vallée de la Maitai.
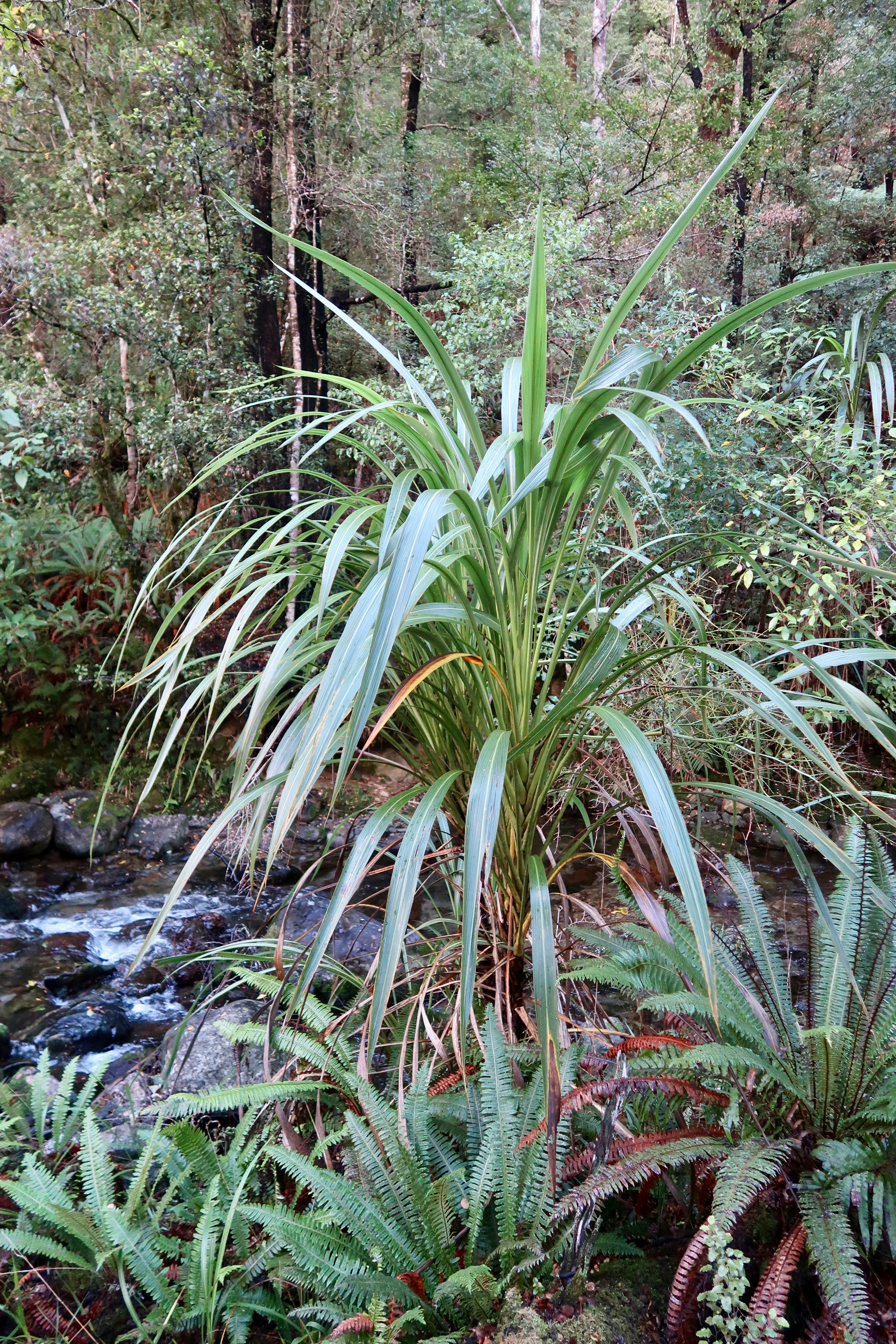
Un Cordyline banksii, toujours dans la vallée de la Maitai.
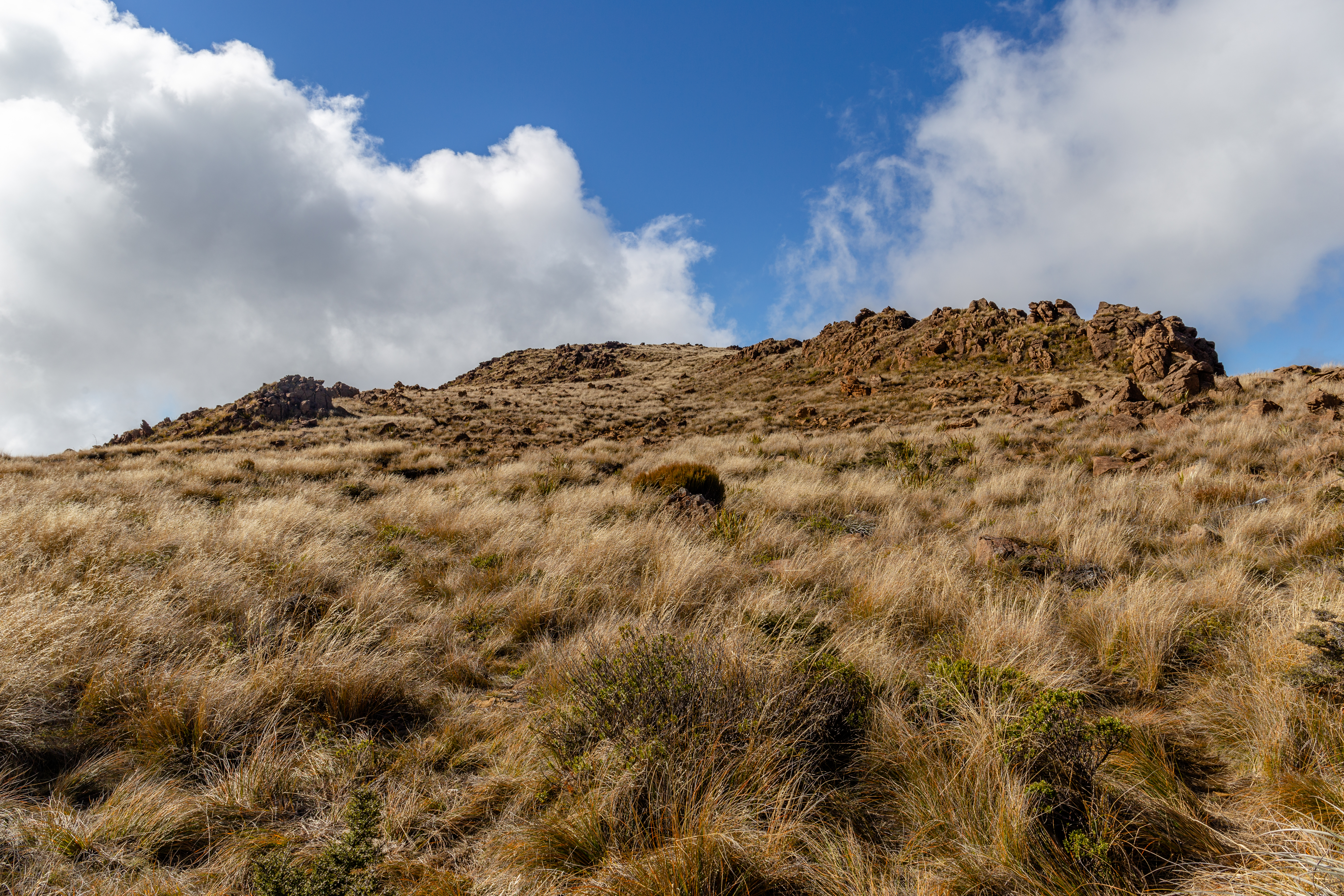
Les graminées au sommet de Dun Mountain (en), à 1 129 mètres d'altitude.
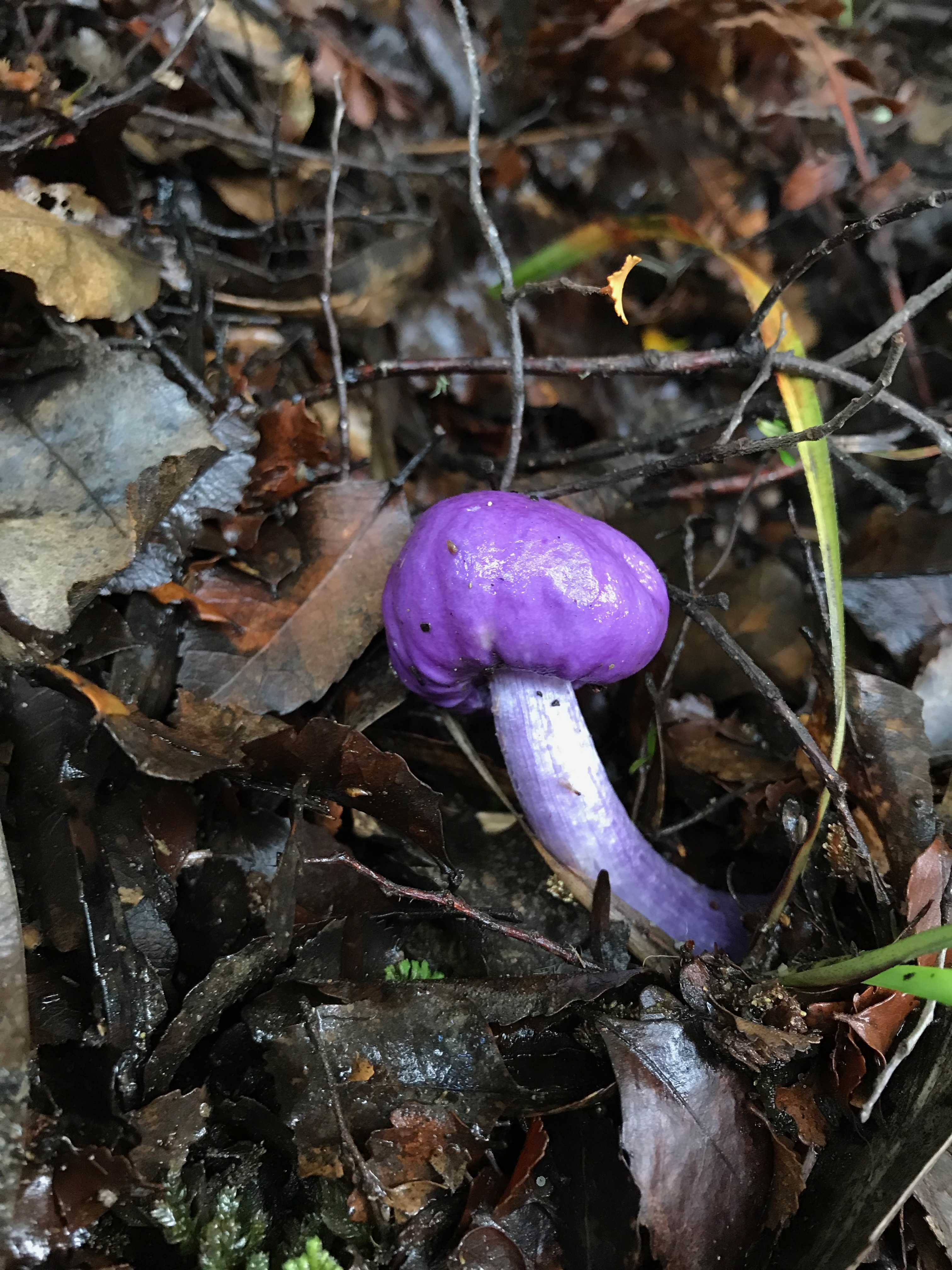
Un spécimen de Cortinarius porphyroideus (en) poussant dans la forêt du chaînon Bryant.

## Histoire

### Prospection aurifère
Le chaînon Bryant connaît au XIXe siècle un épisode de ruée vers l'or, ce qui entraîne notamment un accroissement de la criminalité. Dans les années 1860, le gang des Burgess défraie la chronique et assassine plusieurs mineurs. Composé en 1862 de Richard Hill — dit « Burgess » — de Thomas Noon — connu par la suite sous le nom de Thomas Kelly —, puis de William Levy et de Joseph Sullivan, la bande commence par voler de l'or, mais en passent rapidement au meurtre. Après plusieurs assassinats, notamment le 13 juin 1866 avec un quadruple meurtre, toute la bande est arrêtée. Mais il faut attendre les aveux de Sullivan pour que les chefs d'accusation portent et que tous sauf le repenti soient condamnés à la pendaison le 5 octobre 1866.